# Директор фотографије
Директор фотографије (енгл. director of photography; скраћено DP, DOP) јесте техничко-креативно занимање у кинематографији.
Директор фотографије је задужен за сликовно-фотографску компоненту филмског дела. Са редитељем филма учествује у свим фазама стварања филмског дела, почевши од претприпрема пројекта (проучава сценарио и даје сугестије из свог домена рада, са редитељем се договара о карактеру и стилу филмске слике, предлаже врсту филмске траке, формат снимања и неопходна техничка средства, у сарадњи са редитељем одређује локације снимања, даје предлоге о најповољнијем времену за снимање појединих објеката...), припреме снимања (обавља евентуална пробна снимања, са редитељем се договара око сценографије и костимографије у односу на карактеристике филмске траке и осветљења, одређује количину и врсту расвете, а са лабораторијом договара техничке услове развијања филма), самог снимања (помоћу светла ствара атмосферу слике, одређује композицију кадра и углове снимања, а често и сам изводи вожње и панораме, даје сугестије сниматељу/камерману, шефу расвете и шефу сцене, као и сугестије мајстору за специјалне ефекте, присуствује контролним пројекцијама...) те фазе завршне обраде (сугестије при изради специјалних ефеката и најавне и одјавне шпице филма, контрола израде негатива и копија у лабораторији...).
Значајне су разлике у овлаштењима и обиму посла између директора фотографије у британској и америчкој кинематографији. У британској кинематографији, директор фотографије или сниматељ светла (енгл. lighting cameraman) задужен је за одређивање осветљења сцене и за визуелни изглед филма, али нема утицаја на кадрирање и замену сочива на камери. У америчкој кинематографији, директор фотографије одлучује и о расвети сцене и о кадрирању и надређен је сниматељу/камерману (филмски радник који, по налогу директора фотографије или редитеља, камером снима сцене у филму, те координише и надзире рад сниматеља швенкера, асистента камермана и др. односно сарађује са режисером, директором фотографије, сниматељем звука и сценографом) и целокупној сниматељској екипи.
Филмски сниматељи и директори фотографије имају своја цеховска удружења (A.S.C. у САД, B.S.C. у Великој Британији, A.C.S. у Аустралији, S. A. S. у Србији), а чланством у њима доказују свој висок професионални углед.
Најпознатији сниматељи и директори фотографије су: Чарлс Рошер (УК—САД), Џејмс Ванг Хау (САД), Конрад Л. Хол (САД), Кристофер Дојл (Аустралија—САД), Емануел Лубецки (САД), Роберт Ричардсон (САД), Гордон Вилис (САД), Грег Толанд (САД), Даријуш Волски (Пољска), Свен Никвист (Шведска), Виторио Стораро (Италија), Сергеј Урусевски (Русија), Казуо Мијагава (Јапан) и др.